# Oligosmerus
Oligosmerus is een kevergeslacht uit de familie van de boktorren (Cerambycidae). De wetenschappelijke naam van het geslacht werd voor het eerst geldig gepubliceerd in 1894 door Kolbe.

## Soorten
Oligosmerus omvat de volgende soorten:
- Oligosmerus aureovittis Kolbe, 1894
- Oligosmerus digennaroi Juhel, 2012
- Oligosmerus immaculatus (Gestro, 1895)
- Oligosmerus janthinicornis (Fairmaire, 1887)
- Oligosmerus limbalis (Harold, 1880)
- Oligosmerus zenckei Schmidt, 1922